# Bình Lâm, Tân Bắc
Bình Lâm (tiếng Trung: 坪林區; bính âm: Pínglín Qū; Bạch thoại tự: Phiâⁿ-khu) là một khu (quận) của thành phố Tân Bắc, Trung Hoa Dân Quốc (Đài Loan). Quận nằm trên khu vực đồi núi và có tỷ lệ đô thị hóa thấp. Bình Lâm nổi tiếng với sản phẩm trà Bao Chủng và là nơi có bảo tàng trà lớn nhất trên thế giới. Trên 80% cư dân của quận làm nghề trồng trà hay liên quan đến ngành kinh doanh trà.